# Grad Žebnik
Grad Žebnik (nemško Sibenegg, Sybenegk) je bil srednjeveški grad, ki je stal na Žebniški gori zahodno nad zaselkom Njivice pri Radečah. Skromne ruševine gradu se nahajajo na kopi nekaj deset metrov zahodno od cerkve sv. Žalostne Matere Božje, ki je bila nekoč grajska kapela.  

## Zgodovina
Grad je prvič omenjen posredno v dokumentu iz leta 1150, ko nastopa kot priča vitez »Roudgerus de Sibeneccke". Nastal je na območju posesti rodu grofice Heme Breško-Seliške. Takrat so ga posedovali žebniški vitezi, ki so bili sprva ministerijali Spanheimov, grad z gospoščino pa je bil spanheimski fevd do 1148. Spanheime kot fevdalne gospode so nasledili Traungauci (1148-1192), Babenberžani (1192-1246), Otokar II. Přemysl (1261-1276) in krajši čas Vovbrški. Grof Ulrik Vovbrški je grad leta 1286, ki je takrat prvič neposredno  omenjen kot castrum in Sybenekke, prodal vojvodi Albertu Habsburškemu. Ta ga je nato leta 1291 izročil Tirolskim grofom, koroškim vojvodam na Kranjskem in v savinjski grofiji. 
Žebniški vitezi, ki so izumrli konec 13. stoletja, so bili ministerijali vsakokratnih lastnikov. Tako je bil omenjeni Rudiger traungavski ministerial, kot tudi njegov istoimeni sin, nato se leta 1175 omenja Wolfel, 1188 brata Oton in Tomaž Žebniška. Po letu 1261 je grad in gospoščino upravljal gradiščan češkega kralja Otokarja II. Přemysla  Teoderik s Stanga pri Deutschlandsbergu. Po Otokarjevi smrti leta 1278 je njegova bivša žena in pravnukinja Leopolda VI. Babenberškega, sedaj poročena z Ulrikom Vovbrškim zahtevala tudi Žebnik. Za odpoved se je sporazumela s kraljem Rudolfom Habsburškim za odpravnino za katero je z možem prejela v zastavo več gradov vključno z Žebnikom. Rudolfov sin Albrecht je leta 1291 grad odkupil in ga predal Tirolskim. Pred letom 1328 je tirolski grof kot kranjski gospod Žebnik podeljeval v zakup. Habsburžani so po prevzemu Kranjske leta 1336 grad Žebnik in druge zastavili Frideriku Žovneškemu. Na gradu je takrat živel tirolski deželnoknežji gradiščan neki Herman in njegov sin Jurij, ki sta deželnemu glavarju Frideriku Žovneškemu leta 1340 obljubila zvestobo. 
Po letu 1366 so gospoščino in grad pridobili v last Celjski grofje od nekega Hansa iz Kamnika. Na gradu so imeli gradiščane, ki so upravljali z gospoščino; med letoma 1421 in 1438 je to bil Jurij I. pl. Širski (Scheyer). Leta 1442 je grad razrušil celjski vojskovodja Jan Vitovec in ga niso več obnovili. Gospoščina je bila združena z Radečami, sedež pa je bil prenesen na stari grad Radeče. Po smrti zadnjega Celjana leta 1456 je grad in gospostvo postalo deželnoknežji fevd, vendar ga takratni gradiščan in oskrbnik ni hotel izročiti cesarju Frideriku.
Leta 1458  je Žebnik, kot deželnoknežji fevd dobil v zastavo Hans Mehovski,  od leta 1478 Bernard Griebinger, od 1482 do 1485 Viljem Dollacher, leta 1493 Ludvik pl. Gall Gallenstein, leta 1497 Filip pl. Werngkh in do leta 1511 Pavel pl. Liechteinstein. Vsaj leta 1507 je bil oskrbnik Andrej (V.) pl. Turjaški. Po letu  1511 ga je imel v zakupu Žiga pl. Mordax, nekdanji oskrbnik v Mokronogu, nato ga je imel od 1517 v zastavi gospod Žiga Višnjegorski. Pred 1581 ga je imel v zastavi Karel pl. Višnjegorski, varuh njegovih dedičev Janez pl. Gallenberg je leta 1581 gospostvo prodal Viljemu pl. Lambergu z Boštanja pri Sevnici. Ta je 1598 zastavne pravice prenesel na Inocenca pl. Moscona, ki je razrušeni grad in posest kupil leta 1618. Po letu 1650 je gospoščino Žebnik kupil   baron Andrej Danijel Mordax. V lasti te rodbine je bilo gospostvo do leta 1689.